# Settimo velo
Settimo velo (The Seventh Veil) è un film del 1945 diretto da Compton Bennett, all'esordio nella regia.

## Trama
La celebre pianista Francesca Cunningham cade in un profondo stato depressivo dopo un incidente che le ha procurato lievi ferite alle mani, tanto da tentare un suicidio gettandosi da un ponte nel fiume, dopo essere fuggita dalla clinica dove è ricoverata.
Curandola con la psicoanalisi, sotto ipnosi, il Dr. Larsen la porta a descrivere gli eventi della sua vita fin da quando era ragazza per comprendere il motivo del tentato suicidio. In una serie di flashback la donna, rimuovendo i successivi "veli" per recuperare i ricordi, parla raccontando di come, all'età di 14 anni, rimasta orfana di entrambi i genitori, era stata affidata all'unico parente in vita, lo zio Nicola, che divenne quindi il suo tutore fino alla maggiore età.
Nicola, in realtà cugino di secondo grado, è un ricco musicista claudicante che vive solo in una grande villa. Egli è un uomo ancora giovane, severo, geloso del suo talento e misogino, avendo avuto una relazione difficile con la defunta madre, tuttavia è un brillante insegnante di musica che incoraggia Francesca ad eccellere, ma anche ad evitare ogni coinvolgimento emotivo.
Il Dr. Larsen viene così a conoscenza di alcuni importanti episodi della sua vita: un esame di musica andato male a causa di una punizione corporale quand'era in un collegio, il rapporto di amore-odio col suo tutore, l'amore per un musicista jazz e quello per un pittore, la conquista della celebrità.
Inviata al Royal College of Music di Londra per proseguire gli studi, Francesca fa la conoscenza di Piero, un americano che suona in una orchestrina jazz. L'uomo è attratto dalla ragazza che inizialmente sembra non interessarsi a lui, ma poi i due si innamorano e Francesca gli chiede di sposarla. Ma la ragazza non ha ancora compiuto i 21 anni e Nicola, come suo tutore, rifiuta il suo consenso comunicandole che l'indomani  partiranno per Parigi, per completare la sua formazione musicale. Per evitare che la ragazza scappi di casa, di sera, la chiude a chiave nella sua stanza.
Passano gli anni, Francesca è divenuta ormai una pianista celebre e con Nicola torna in Gran Bretagna. Quando la donna viene invitata a esibirsi alla Royal Albert Hall, scopre con grande delusione che Piero, che non aveva dimenticato, si è sposato con un'altra donna.
In seguito Nicola incarica Maxwell Leyden, famoso pittore, di dipingere un ritratto di Francesca. Ben presto però lei e Maxwell si innamorano, progettando anche di andare a vivere insieme. Nicola, appresa la notizia, furioso, colpisce con il suo bastone le mani della donna, non provocandole però lesioni.
Francesca fugge con Maxwell, ma i due rimangono coinvolti in un grave incidente automobilistico: la donna, ricoverata con entrambe le mani ustionate, si convince con disperazione che non potrà più suonare il pianoforte.
La terapia del Dr. Larsen ha però successo, Francesca recupera la fiducia in sé stessa e, da sola nella sua stanza, inizia di nuovo a suonare il pianoforte.
Il Dr. Larsen avverte i tre uomini che sono di sotto nell'atrio, Nicola, Piero e Maxwell: Francesca tra poco scenderà e si saprà quale dei tre è il suo vero grande amore. Nicola, sicuro di non essere il prescelto, si allontana in una stanza attigua, ma Francesca si precipita proprio da lui.

## Distribuzione
Il film stato presentato in concorso al Festival di Cannes 1946.

## Riconoscimenti
- 1947 - Premio Oscar
  - Miglior sceneggiatura originale